# Kvarnen Klippan

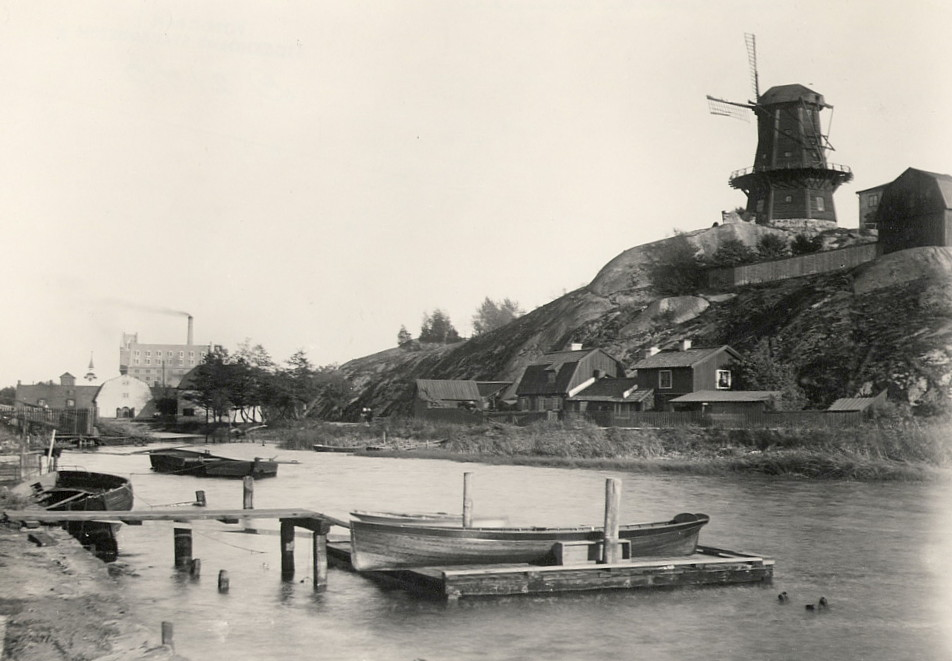
Kvarnen Klippan och Hammarby sjö, 1880-talet, foto Carl Curman, cirka 1890.

Kvarnen Klippan var en väderkvarn som stod på Danviksklippan i nuvarande  stadsdelen Södra Hammarbyhamnen i Stockholms kommun. Kvarnen av holländsk typ uppfördes 1770 och revs 1903. Området bebyggdes 1940–1945 med nio punkthus.

## Historik

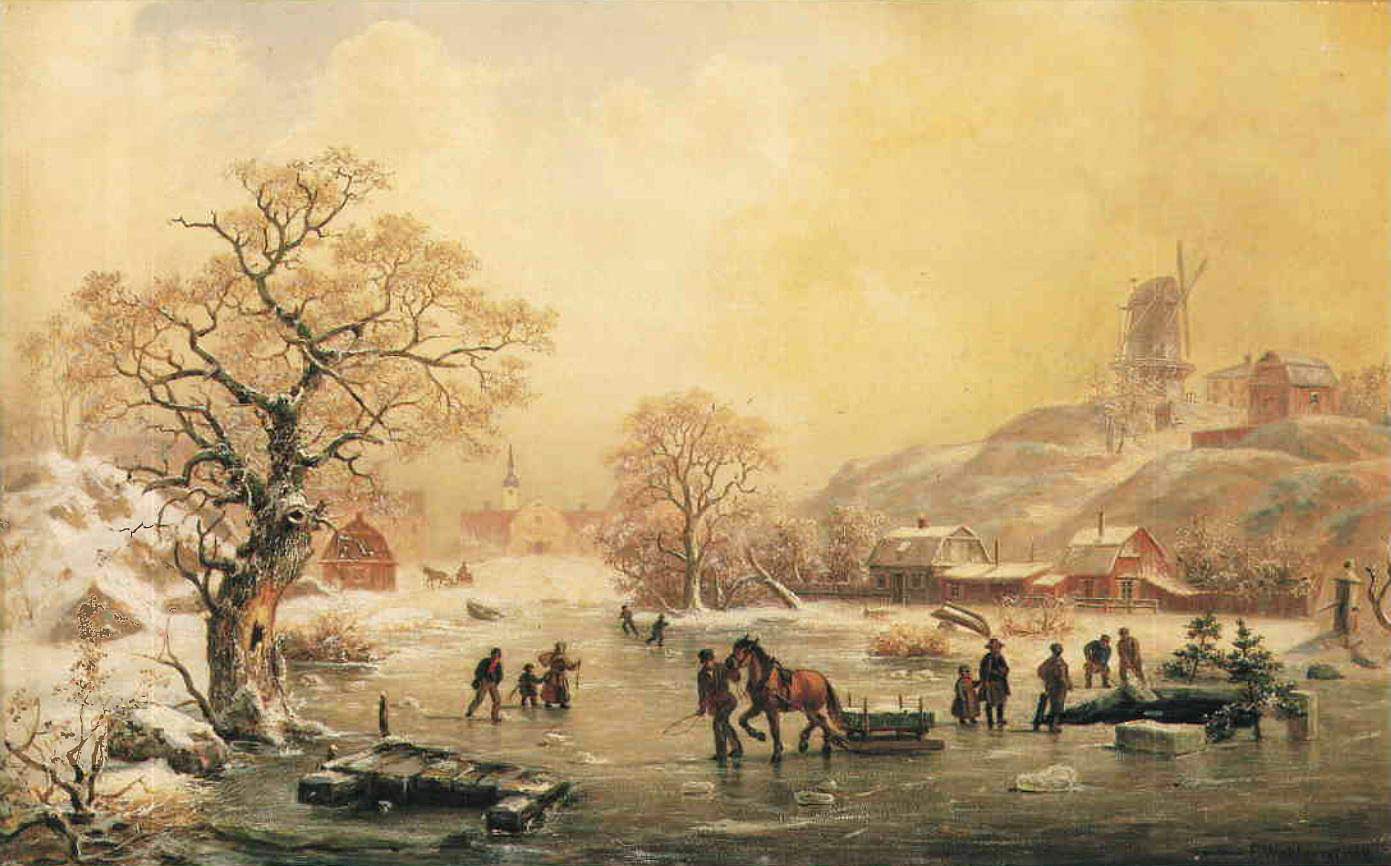
Målning av Ehrenfried Wahlqvist, 1864.

På 1770-talet lät färgaren Carl Gustaf Hoving uppföra kvarnen Klippan på klippan vid Hammarby sjö. Det var ett ståtligt bygge av holländsk typ, som betyder att kvarntoppen med vingarna kunde vridas till rätt vindriktning medan själva kvarnbyggnaden stod stadigt på berget. Runt kvarnens nedre del löpte en brygga, därifrån kunde man vrida kvarnhuven med hjälp av en stång tills vingarna stod rätt i vinden. Kvarnen användes för malning av färg till Hovings färgeri.
Hoving själv bodde i Hovings malmgård som han lät bygga norr om Hammarbysjön samtidigt med kvarnen. Härifrån hade han god uppsikt över sin kvarn. På Topografiska corpsens karta från 1861 finns kvarnen utritad och berget där kvarnen står har fått namnet ”Hovingsberg”, som lever vidare i kvarteret med samma namn.
Kvarnen Klippan blev ett omtyckt motiv för fotografer och konstnärer och av den höga klippan med kvarnen existerar ett flertal fotografier och målningar. I slutet av 1800-talet användes kvarnen en kort tid av företaget Rylander & Rudolphs Fabriks AB för att tillverka kolelektroder för båglampor. På ett fotografi från 1903 syns kvarnen utan sina vingar och bryggan är borta, kort därefter revs byggnaden. 
På berget fanns även en gård med trädgård, lada och stall. Ladan brann ner år 1911. Under en tid låg här även en friluftsteater, ”Klippans teater”.  Rester efter både kvarnen och friluftsteatern finns kvar. Fundamentet till kvarnen är idag iordninggjord som sittplats för de boende. Vid Klippans fot låg Danviks kvarn (en vattenkvarn) och smedjan Vulkansborg, som försvann på 1920-talet när Danvikskanalen anlades. Området bebyggdes 1940–1945 med nio punkthus ritade av arkitektfirman Backström och Reinius.

## Historiska bilder

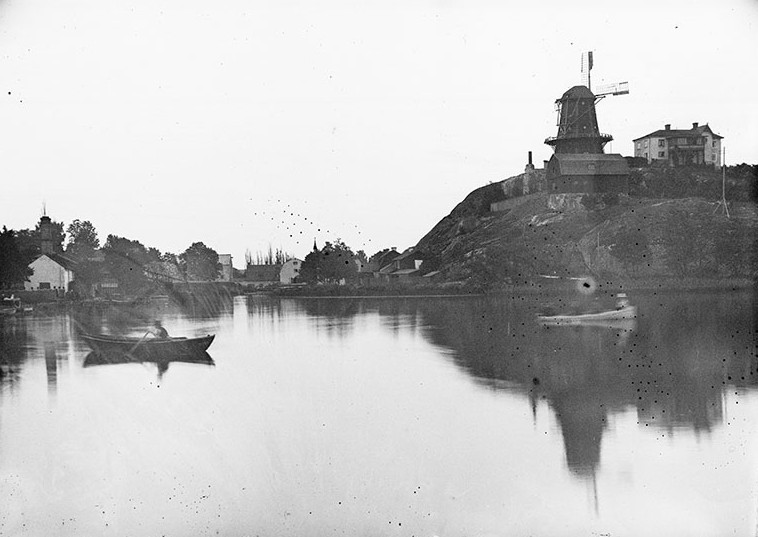
1890-tal
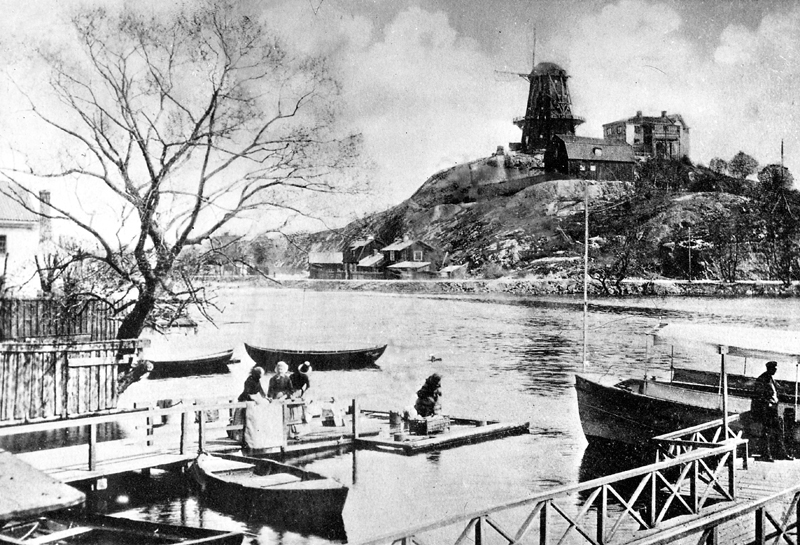
1890-tal
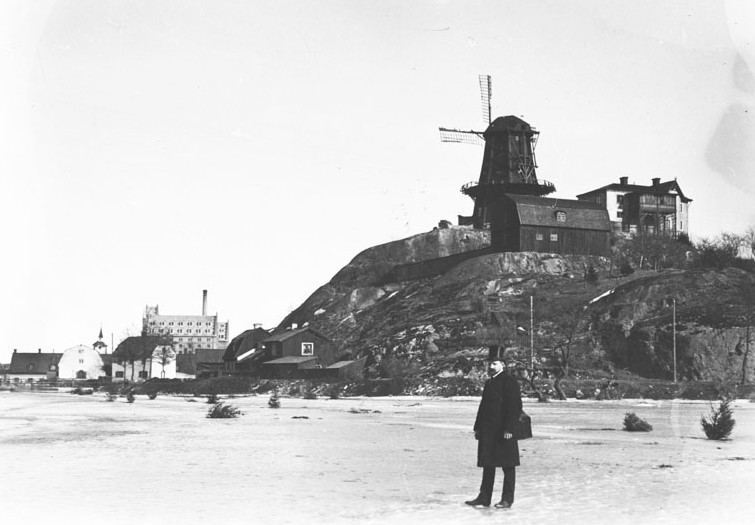
Kring sekelskiftet 1900
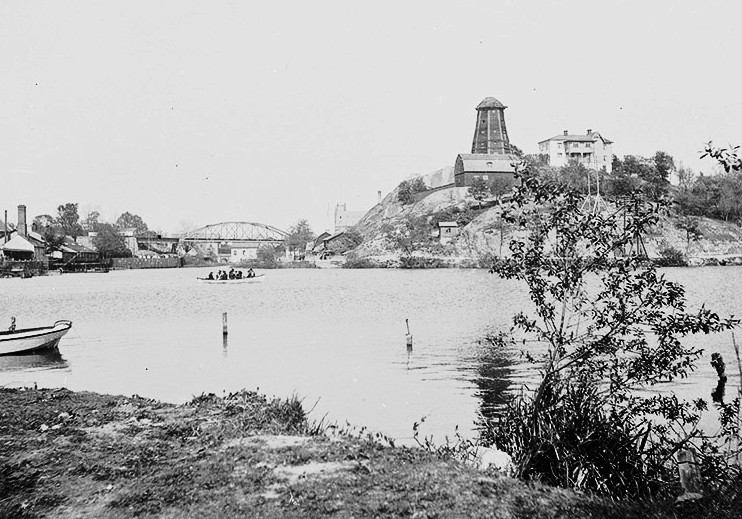
1903 utan vingar, kort före rivningen

## Nutida bilder

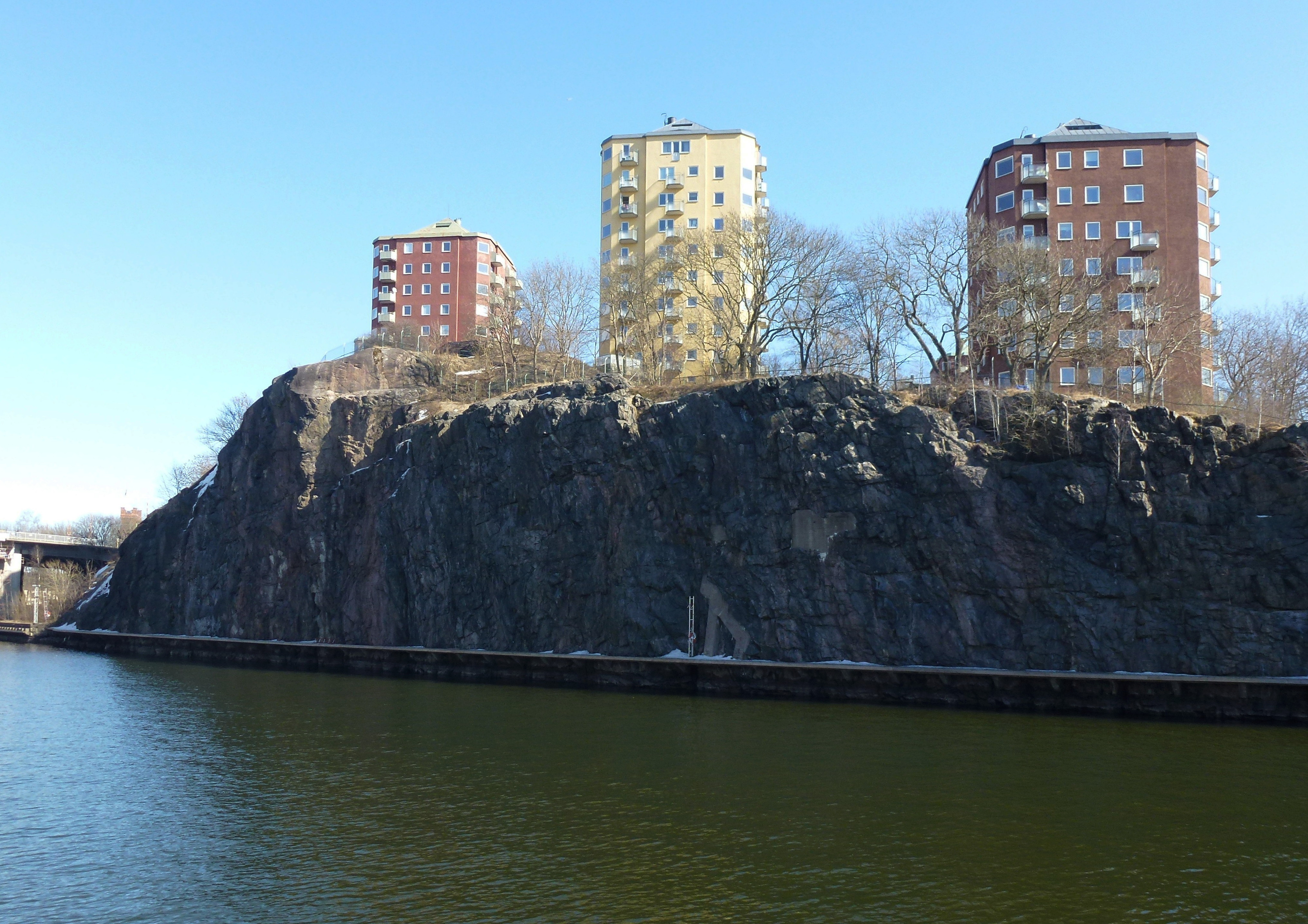
Klippan och Danvikskanalen i mars 2013
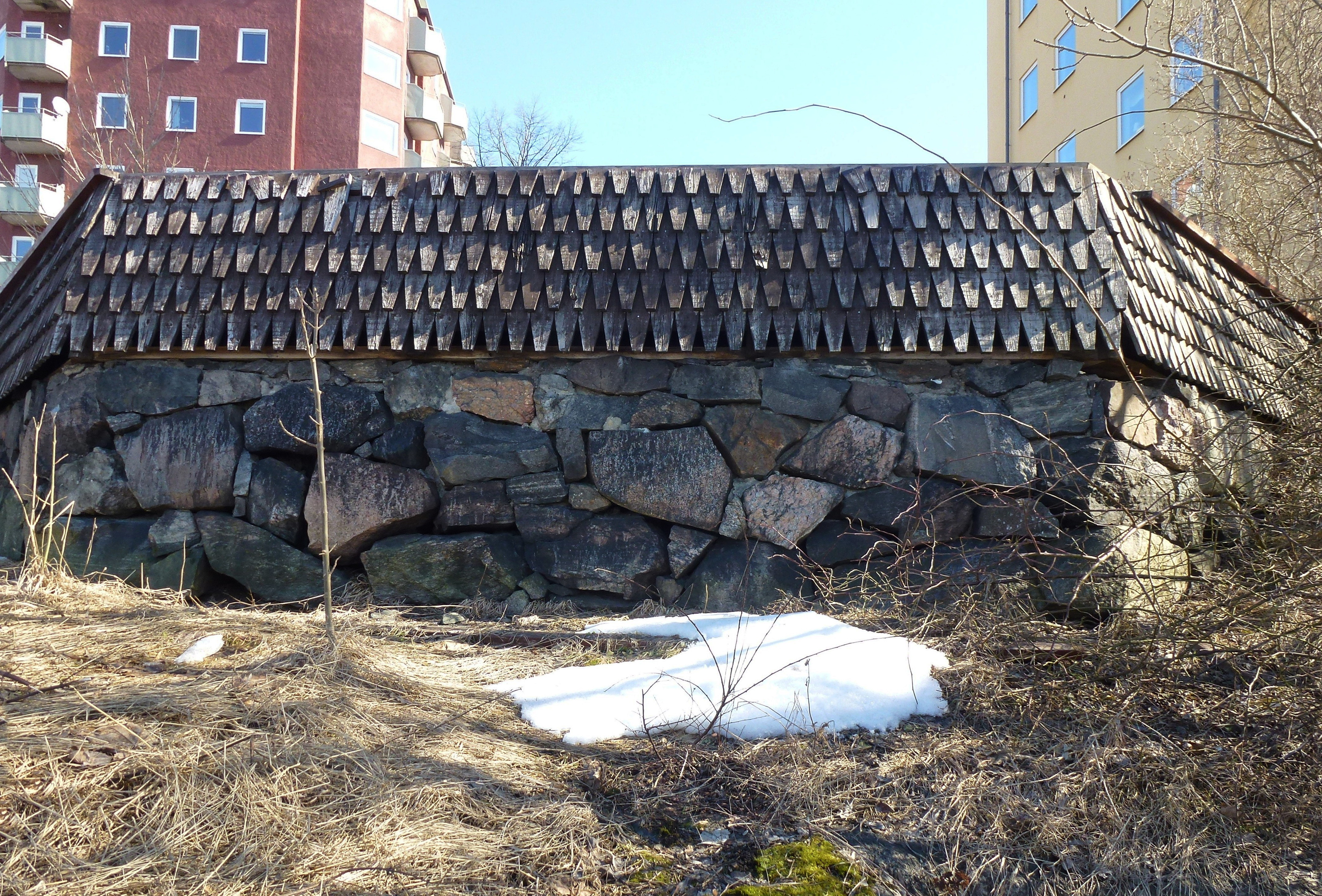
Kvarnens fundament är klädd med takspån
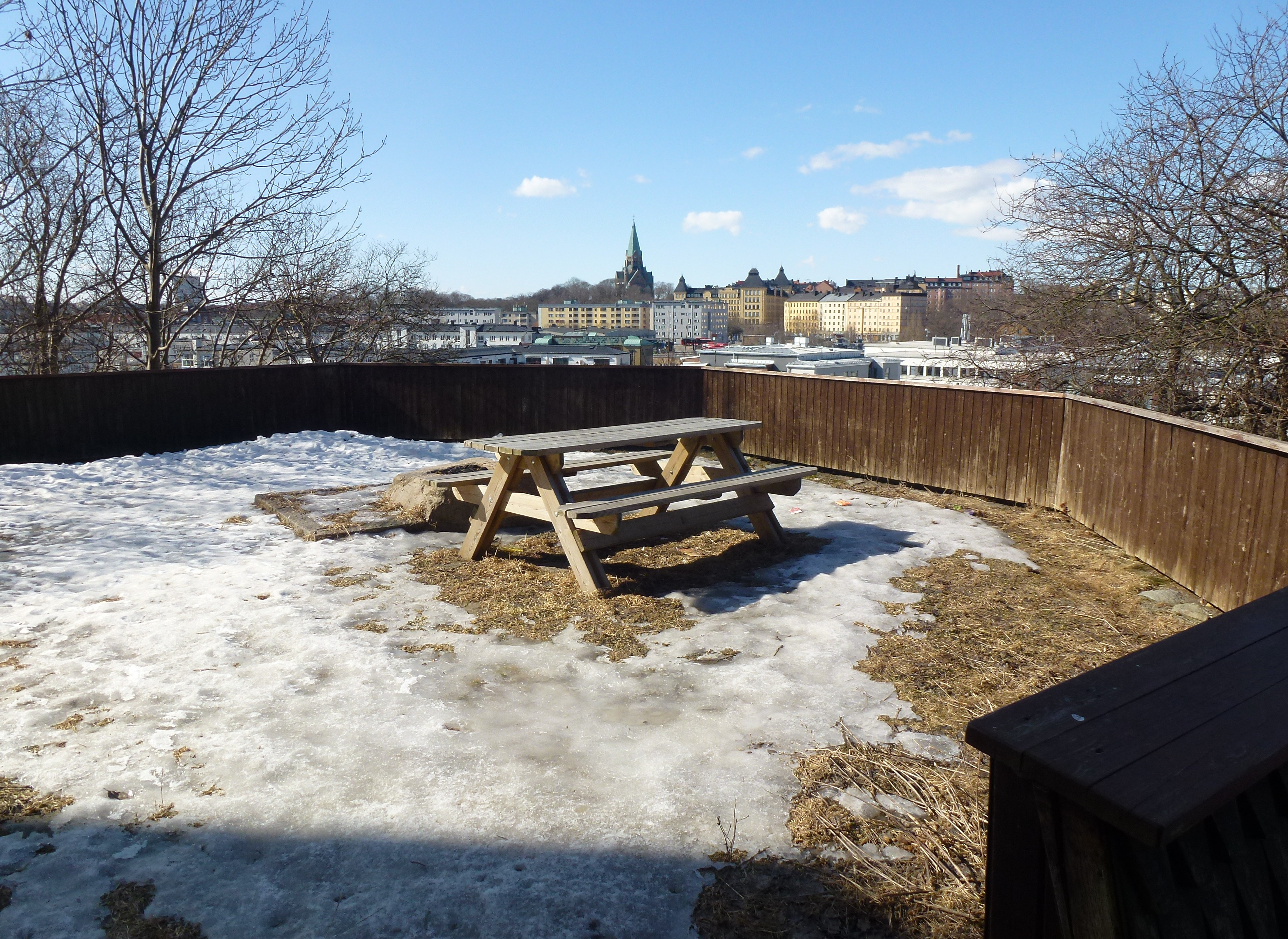
Sittplats där kvarnen stod med utsikt över Hammarbyhamnen
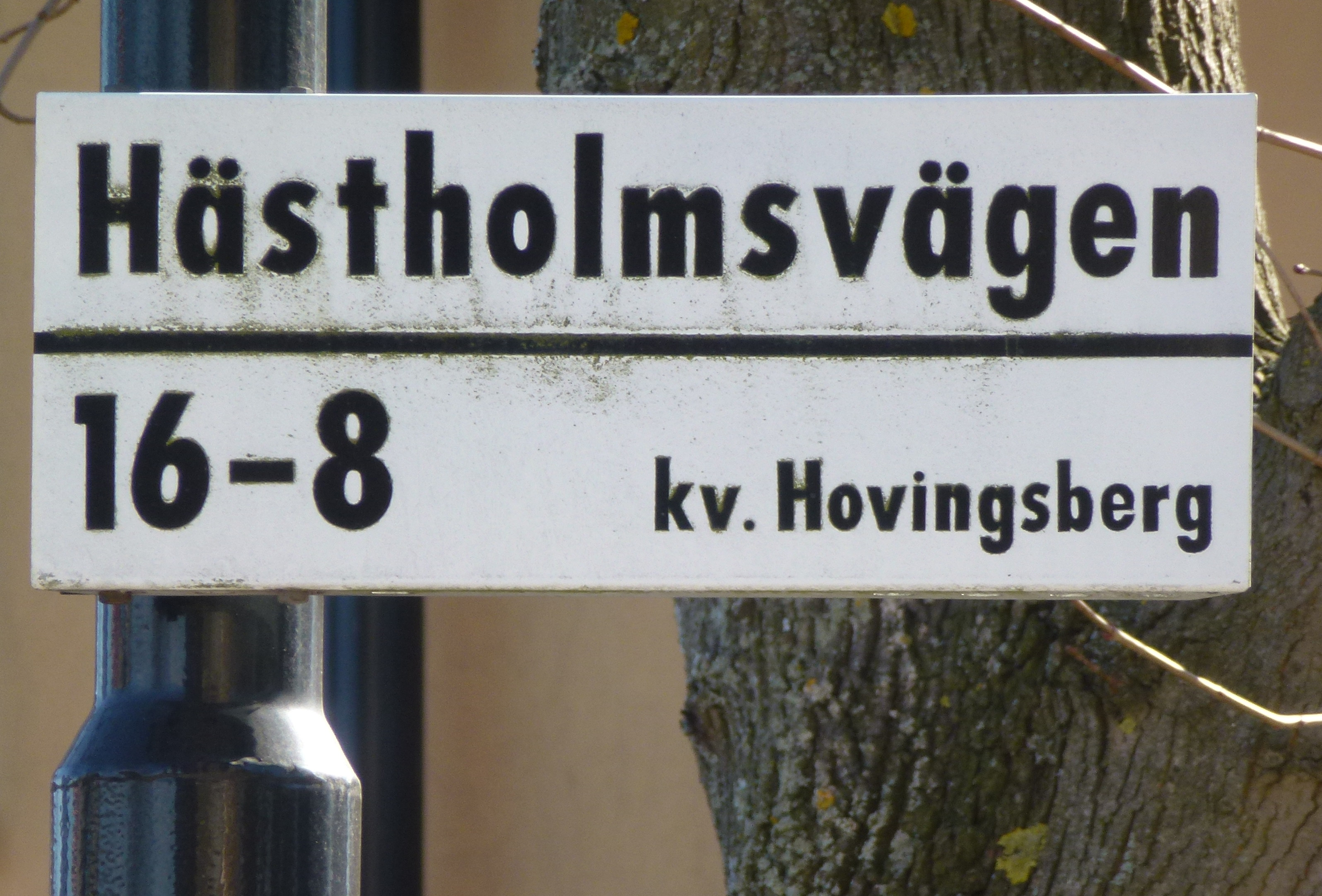
Kvarteret "Hovingsberg" efter färgaren Carl Gustaf Hoving